# Hans Eichinger
Hans Eichinger – austriacki bobsleista, dwukrotny medalista mistrzostw świata.

## Kariera
Największy sukces w karierze Eichinger osiągnął w 1973 roku, kiedy wspólnie z Wernerem Delle Karthem, Walterem Delle Karthem i Fritzem Sperlingem zdobył srebrny medal w czwórkach podczas mistrzostw świata w Lake Placid. Ponadto reprezentacja Austrii w tym samym składzie zajęła także trzecie miejsce w czwórkach podczas mistrzostw świata w St. Moritz w 1974 roku. Nigdy nie wystąpił na igrzyskach olimpijskich.